# Herbert Bareuther
Herbert Bareuther (29. července 1914 Aš – 30. dubna 1945 Pasewalk) byl Sudetský Němec, občan ČSR[kdy?], pilot Luftwaffe během druhé světové války a letecké stíhací eso. Má na kontě sestřelení celkem 55 nepřátelských letadel. Všechna vítězství zaznamenal na Východní frontě. Jedná se o jednoho z nejúspěšnějších válečných pilotů z Českých zemí, s druhým nejvyšším počtem sestřelů vůbec, po Heinrichu Krafftovi.
Jeho dědečkem byl dr. Ernst Bareuther, českoněmecký právník a politik, spoluzakladatel Bund der Deutschen in Böhmen (Spolek Němců v Čechách).

## Život
Bareuther se narodil 29. července 1914 v Aši v Egerlandu, tedy Chebsku do rodiny Sudetských Němců. 
Počátkem roku 1939 vstoupil do Luftwaffe. Na jaře 1941 byl vyslán k Jagdgeschwader 51 v hodnosti Unteroffizier (podporučík). Svého prvního vítězství nad východní frontou dosáhl 22. června 1941, kdy sestřelil sovětský bombardér Iljušin Il-4. Do konce roku 1941 se mu povedlo sestřelit celkem devět nepřátelských letadel. Poté se zapojil do létajících blízká vzdušná podpora misí. 

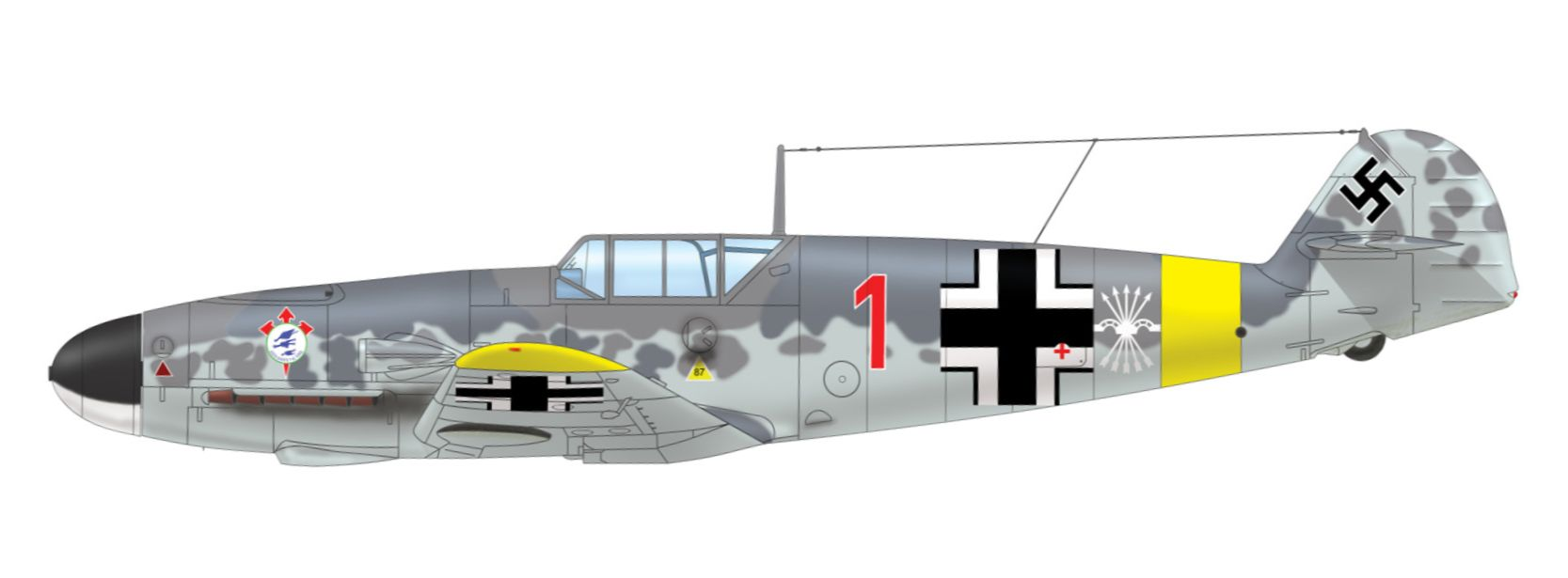
Messerschmitt Bf 109F-2 Escuadrilly Azul, 15.(span.)/Jagdgeschwader 51, zima 1942/1943, u níž bojoval Gonzalo Hevia Alvarez-Quiñones, eso s celkem 12 sestřely (jeden mu nebyl potvrzen). Ve stejné době bojoval u jendotky i Bareuther, patrně na stejném typu stroje Bf 109, se stejnou kamufláží. Na rozdíl od španělského pilota ovšem "Sudeťák" dosáhl mnohonásobně vyššího počtu sestřelů.

Bareuther také absolvoval dlouhé období instruktáže stíhacího pilota. V létě 1944 byl povýšen do hodnosti Leutnant. V půlce srpna 1944 už měl na svém kontě 44 sestřelů, drtivou většinu během služby u III./JG51. Pak byl ale sám ve vzdušném boji nad Varšavou sestřelen. Zraněn se zachránil, ale na zemi byl zajat partyzány. Později byl však osvobozen německými jednotkami. Tento údaj je ovšem některými badateli zpochybňován.
V únoru 1945 se Bareuther vrátil do bojové služby v Luftwaffe a sloužil u IV./JG 3 na Východní frontě. Zatímco sloužil u této jednotky, dosáhl svých posledních jedenáct sestřelů. 2. dubna byl Bareuther jmenován Staffelkapitän (velitel letky) 14. Sturmstaffel JG 3. Nastoupil po veliteli Leutnant Willym Ungerovi, který byl převeden jinam.

## Smrt
30. dubna 1945 byl Bareuther zasažen sovětským flakem během podpory pozemních vojsk v oblasti Pasewalk v Prusku. Jeho letoun se zřítil a narazil do stromu; Bareuther havárii nepřežil. 
Posmrtně mu byl udělen 5. května 1945 Ritterkreuz.

## Ocenění
Herbert Bareuther obdržel celkem tři ocenění:
- Ehrenpokal der Luftwaffe uděleno 15. února 1943[8]
- Německý kříž ve zlatě udělen 5. února 1944 jako Oberfeldwebel v 3./Jagdgeschwader 51[9]
- jako držitel Rytířského kříže Železného kříže je uveden v knize Ernsta Obermaiera Die Ritterkreuzträger der Luftwaffe Jagdflieger 1939–1945; publikace Die Träger des Ritterkreuzes des Eisernen Kreuzes 1939–1945 Walthera-Peera Fellgiebela ani Die Ritterkreuzträger 1939–1945 Die Inhaber des Ritterkreuzes des Eisernen Kreuzes 1939 von Heer, Luftwaffe, Kriegsmarine, Waffen-SS, Volkssturm Veita Scherzera toto vyznamenání nicméně neuvádějí.